# Benita Ferrerová-Waldnerová
Benita Maria Ferrerová-Waldnerová (* 5. září 1948 Salcburk) je rakouská a evropská diplomatka a politička.

## Biografie
V roce 1970 vystudovala práva na salcburské univerzitě a do roku 1983 pracovala v privátním sektoru. V roce 1984 vstoupila do diplomatických služeb. V 90. letech se stala dokonce vedoucí protokolu generálního tajemníka OSN Butruse Butruse-Ghálího v New Yorku.
Je členkou Rakouské lidové strany (Österreichische Volkspartei) a v letech 2000 až 2004 byla rakouskou ministryní zahraničních věcí ve vládě premiéra Wolfganga Schüssela. V roce 2004 kandidovala za svou stranu na funkci rakouského spolkového prezidenta. Jejím jediným protivníkem byl Heinz Fischer, který ji nakonec porazil. Od listopadu 2004 do února 2010 byla členkou Evropské komise v čele s José Barrosem a její agendou byly vnější vztahy.